# Prestimonio (beneficio)
Un prestimonio fue un beneficium (beneficio) por el que los nobles recompensaban los servicios de sus vasallos otorgándolos concesiones en forma de tierras con derecho al usufructo, no a su propiedad. El prestimonio podía ser temporal o tener un carácter vitalicio, y en algunos reinos hispánicos medievales, conllevaba la prestación de servicios militares (auxilium) o la percepción de un censo.
Estas rentas beneficiosas en forma de "préstamo" de tierras continúan la tradición visigoda y no devengaban impuestos. Ya en el Fuero de Castrojeriz de 974, se dice que ningún caballero que no tuviese esa clase de préstamo no tenía obligación de combatir en el ejército de su señor. A partir del siglo XII, en los reinos de Castilla, Aragón y Navarra, la monetarización existente permitiría poder pagar a los vasallos de armas en metálico. En el Reino de León era más equivalente a feudo.
A partir de 1134, el prestimonio llegó a ser hereditario en el Reino de Aragón y en los territorios catalanes y aragoneses, por la influencia franca se desarrolló un proceso de infeudación, que llegaría a desembocar en un sistema parecido al régimen feudal.